# Politik i Jilin

Jilins läge i Kina.

Den politiska makten i Jilin utövas officiellt av provinsen Jilins folkregering, som leds av den regionala folkkongressen och guvernören i provinsen. Dessutom finns det en regional politiskt rådgivande konferens, som motsvarar Kinesiska folkets politiskt rådgivande konferens och främst har ceremoniella funktioner.
I praktiken utövar dock den regionala avdelningen av Kinas kommunistiska parti den avgörande makten i Jilin och partisekreteraren i regionen har högre rang i partihierarkin än guvernören.

## Lista över Jilins guvernörer
1. Zhou Chiheng (周持衡): 1950 – 1952
2. Li Youwen (栗又文): 1952 – 1967
3. Wang Weixiang (王淮湘): 1968 – 1977
4. Wang Enmao (王恩茂): 1977 – 1980
5. Yu Ke (于克): 1980 – 1982
6. Zhang Gensheng (张根生): 1982 – 1983
7. Zhao Xiu (赵修): 1983 – 1985
8. Gao Dezhan (高德占): 1985 – 1987
9. He Zhukang (何竹康): 1987 – 1989
10. Wang Zhongyu (王忠禹): 1989 – 1992
11. Gao Yan (高严): 1992 – 1995
12. Wang Yunkun (王云坤): 1995 – 1998
13. Hong Hu (洪虎): 1998 – 2004
14. Wang Min (王珉): 2004 – 2006
15. Han Changfu (韩长赋): 2006-2009
16. Wang Rulin (王儒林): 2009-2012
17. Bayanqolu (巴音朝鲁): 2012-2014 [1]
18. Jiang Chaoliang (蒋超良): 2014－2016 [2]
19. Liu Guozhong (刘国中): 2016－2018
20. Jing Junhai (景俊海): 2018－2020
21. Han Jun (韩俊): 2020－2023
22. Hu Yuting (胡玉亭): 2023-

## Lista över Jilins partisekreterare
1. Liu Xiwu (刘锡五): 1949－1952
2. Li Mengling (李梦龄): 1952－1955
3. Wu De (吴德): 1955－1966
4. Zhao Lin (赵林): 1966－1967
5. Wang Weixiang (王淮湘): 1967-1977
6. Wang Enmao (王恩茂): 1977－1981
7. Jiang Xiaochu (强晓初): 1981－1985
8. Gao Di (高狄): 1985－1988
9. He Zhukang (何竹康): 1988－1995
10. Zhang Dejiang (张德江): 1995－1998
11. Wang Yunkun (王云坤): 1998－2006
12. Wang Min (王珉): 2006－2009
13. Sun Zhengcai (孙政才): 2009-2012
14. Wang Rulin (王儒林): 2012-2014
15. Bayanqolu (巴音朝鲁): 2014－2020
16. Jing Junhai (景俊海): 2020 -